# 浜松市立大平台小学校
浜松市立大平台小学校（はままつしりつ おおひらだいしょうがっこう）は、静岡県浜松市中央区にある公立小学校。

## 沿革
- 2005年（平成17年）4月 - 浜松市立西都台小学校より分離し、浜松市立大平台小学校開校[1]。
- 2009年11月18日 - 2009年度J-KIDS大賞（全日本小学校ホームページコンテスト）静岡県代表に選出され、全国大会にて、グローイングアップ賞受賞[2][1]
- 2010年11月13日 - 2010年度J-KIDS大賞　全国大会にて、ベスト8[2][1]
- 2011年1月28日 - 2011年度J-KIDS大賞　全国大会にて、文部科学大臣賞受賞[2][1]
- 2012年2月2日 - 2012年度J-KIDS大賞　全国大会にて、文部科学大臣賞受賞[3][1]

## 学校行事[4]
| - 4月 - 始業式 - 入学式 - 家庭訪問 - 5月 - 1年生を迎える会（遠足） - 運動会 - 6月 | - 7月 - 終業式 - 8月 - 9月 - 始業式 | - 10月 - 修学旅行 - 11月 - 林間学校（5年生） - 12月 - 自然探検教室(4年生) - 終業式 | - 1月 - 始業式 - 持久走大会 - 2月 - 3月 - 卒業式 - 修了式 |

## クラブ活動[5]
| - ビーズ細工 - 竹細工 - 手芸 - 茶道 - 英語 - まんが・イラスト - 将棋 - フラワーアレンジメント - ダンス - 書道 | - 科学 - 琴 - ふれあいボランティア - パソコン - ボードゲーム - 自然探検 - マナーキッズテニス - 屋内スポーツ - 屋外スポーツ - グラウンドゴルフ |

## 通学区域[6]
- 神ヶ谷町（佐鳴湖西岸土地区画整理事業区域）
- 大平台1～4丁目

## 進学先中学校[6]
- 浜松市立入野中学校

## 校区内の主な施設
- 静岡県立浜松大平台高等学校
- 佐鳴湖公園
- 西岸中央公園

## アクセス
- 東海道本線高塚駅から車で約10分(3.8km)。
- 遠鉄バス8-22・9-22大平台線 「遠鉄ストア大平台店」停留所から、徒歩7分。